# Калифорнийски скат
Калифорнийският скат, още калифорнийско торпедо (Tetronarce californica), е вид хрущялна риба от семейство торпедови (Torpedinidae). Видът не е застрашен от изчезване.

## Разпространение и местообитание
Разпространен е в Канада (Британска Колумбия), Мексико и САЩ (Вашингтон, Калифорния и Орегон).
Обитава крайбрежията и пясъчните дъна на океани, морета и рифове. Среща се на дълбочина от 4 до 143,5 m, при температура на водата от 7,2 до 17,4 °C и соленост 33,3 – 34,8 ‰.

## Описание
На дължина достигат до 1,4 m, а теглото им е максимум 41 kg.
Продължителността им на живот е около 16 години.